# Sergey Bykovsky
Pour les articles homonymes, voir Bykovski.
Sergey Sergeyevitch Bykovsky (en biélorusse : Сяргей Сяргеевіч Быкоўскі) est un boxeur biélorusse né le 30 mai 1972 à Vitebsk.

## Carrière
Sergey Bykovsky dispute les Jeux olympiques d'été de 1996, où il est éliminé au deuxième tour dans la catégorie des poids super-légers par le Français Nordine Mouchi. Il est éliminé en quarts de finale de la même catégorie par l'Ouzbek Mahammatkodir Abdoollayev aux Jeux olympiques d'été de 2000.
Süleymanoğlu est médaillé de bronze dans la catégorie des poids super-légers aux championnats d'Europe de boxe amateur 1996 et aux championnats d'Europe de boxe amateur 1998.